# Olof Angervall
Olof Hans Elmer Angervall, född 17 mars 1898 i Angereds församling, Göteborgs och Bohus län, död 17 augusti 1973 i Angered, var en svensk kamrer. Han var farbror till Bertil Angervall, Gunnar Angervall och Lennart Angervall.
Olof Angervall kom från Gunnilse, Älvsborgs län, och var son till hemmansägare Anders Johansson och Emma Eriksson. Efter studentexamen i Göteborg 1917 och examen från Göteborgs handelsinstitut 1918 blev han kamrer vid Rederi AB Götha, vilket han var under perioden 1920–1963. Han var styrelsesuppleant där samt i Jonsson, Sternhagen Co AB från 1959 samt revisor i Angereds kommun från 1933. Han var medlem i Korsriddarorden. Han hade utmärkelsen PatrSstGM.
År 1936 gifte han sig med Birgitta Sjöstedt (1916–1979), dotter till fabrikskontrollanten Ernst Sjöstedt och Anna Isgren, samt fick barnen Jan Olof 1937, Sven-Åke 1938, Nils 1940, Lena 1942 och Björn 1949.